# 红指香青
红指香青（学名：Anaphalis rhododactyla）为菊科香青属的植物。分布于阿富汗以及中国大陆的云南、西藏、四川等地，生长于海拔3,800米至4,200米的地区，多生在高山草地，目前尚未由人工引种栽培。